# فووا
فووا التي تعني في اللغة الصينية الصداقة أو اللعبة الجالبة للحظ، هم التعويذات الذي تم اختيارهم للألعاب الأوليمبية الصيفية 2008 في بكين، تم تصميمهم من قبل هان ميلين، وقد تم الإعلان عنهم من قبل المركز الصيني للدراسات الكلاسيكية في 11 نوفمبر 2005 في حدث حضره 1000 شخص قبل 1000 يوم من بدأ الألعاب الأولمبية.
تتكون الفووا من خمسة أعضاء يمثلون العناصر الخمسة في الفلسفة الصينية، وأسماءهم هي بيبي وجينغجينغ وهوانهوان ويينغيينغ ونيني، وقد تم اختيار هذه الأسماء لكي تظهر كأنها أسماء أطفال، ولكن عندما تجمع أول مقطع من كل كلمة مع بعض ستظهر لك عبارة بيجينغ هوانيينغ ني التي تعني بكين ترحب بكم، وتمثل العناصر الخمسة أيضا الدوائر الأولمبية الخمسة على نفس نسق الألوان.